# HD 35104
HD 35104，又名BD-13 1135，SAO 150375、HR 1769，是一颗恒星，视星等为6.56，位于銀經215.67，銀緯-25.96，其B1900.0坐标为赤經5h 17m 16s，赤緯-13° -25.96′ 13″。